# Кузен, кузина
«Кузен, кузина» (фр. Cousin Cousine, 1975) — французька кінокомедія. Фільм отримав три номінації на премію «Оскар».

## Сюжет
Історія кохання кузена і кузини, які познайомилися на весіллі бабусі. Вона одружена, працює в офісі секретаркою, а він вчитель танців, має 16-річну доньку від першого шлюбу. Чоловік кузини, який зраджував їй направо і наліво, побачивши, що його дружина може пробудити в інших велике кохання, вирішив порвати зі всіма своїми коханками, але було вже пізно.

## Номінації
- Премія «Оскар» (найкраща жіноча роль, найкращий сценарій, найкращий іншомовний фільм).
- Премія «Золотий глобус» (найкращий іншомовний фільм)